# Eurema daira
Espèce
Le Eurema daira est un insecte lépidoptère de la famille des Pieridae, de la sous-famille des Coliadinae et du genre Eurema.

## Dénomination
Eurema daira a été nommé par Jean-Baptiste Godart en 1819.
Synonymes : Pieris daira Godart, [1819].

### Noms vernaculaires
Ce papillon se nomme en anglais Fairy Yellow ou Barred Sulphur ou Barred Yellow.

## Sous-espèces

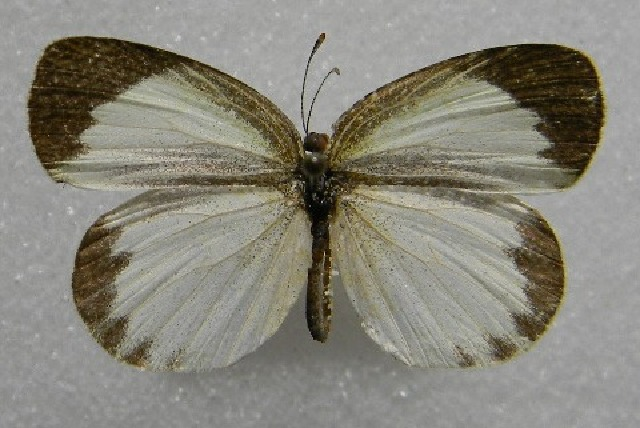
Eurema daira femelle

- Eurema daira daira présent en Louisiane, Floride et Virginie
- Eurema daira eugenia Wallengren, 1860; au Mexique, à Panama, au Costa Rica et au Guatemala.
- Eurema daira lydia (C. et R. Felder, 1861); au Venezuela et en Colombie.
- Eurema daira macheti Brévignon, 1996; en Guyane.
- Eurema daira palmira (Poey, 1853); présent à Cuba, aux Bahamas et à la Martinique.
- Eurema daira sidonia (R. Felder, 1860); présent au Mexique

Eurema daira phoenicia (C. et R. Felder, 1865) est un synonyme de Eurema daira lydia .

## Description
Il présente un dimorphisme sexuel et un dimorphisme suivant la saison. Sur le dessus le mâle est jaune bordé d'une large bande noire englobant tout l'apex des antérieures, moins large et même discontinue ou partiellement absente aux postérieures. Les femelles sont d'une couleur plus claire, jaune pâle à blanche avec la même bordure marron. Durant la saison humide les deux sexes sont plus petits avec plus de marques et de suffusions foncées.
Le revers est blanc crème à ocre pâle suivant la saison.

### Chenille
La chenille est de couleur vert clair. 

## Biologie

### Plantes hôtes
Les plantes hôtes des chenilles sont des fabacés : Aeschynomene villosa et Aeschynomene americana en Guadeloupe. Aeschynomene viscidula est une autre de ses plantes hôtes.

## Écologie et distribution
Il est présent en Amérique du Sud, Amérique centrale, Caraïbes et sud-est de l'Amérique du Nord.
Aux États-Unis il réside en Virginie, Caroline du Nord, Caroline du Sud, Géorgie, Floride et Louisiane. Quelques isolats sont présents en Arkansas, Oklahoma, Mississippi, Texas.
En France il est présent à la Guadeloupe, en Martinique et en Guyane

### Biotope
Il réside dans les bois clairs, les pâturages en zone tropicale et subtropicale.

### Protection
Pas de statut de protection particulier.

## Philatélie
Ce papillon figure sur une émission de Cuba de 1995 (valeur faciale : 85 c.).